# Rudziniec (gmina)
Pour les articles homonymes, voir Rudziniec (homonymie).

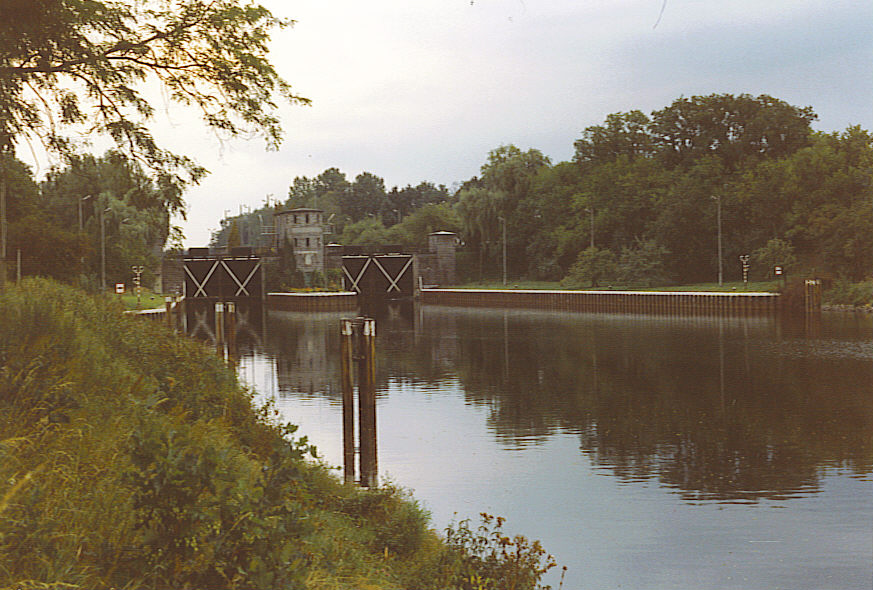
Écluse sur le canal de Gliwice - Pologne

La gmina de Rudziniec est une commune rurale polonaise de la voïvodie de Silésie et du powiat de Gliwice. Elle s'étend sur 160,39 km2 et comptait 10 644 habitants en 2006. Son siège est le village de Rudziniec qui se situe à environ 21 kilomètres au nord-ouest de Gliwice et à 44 kilomètres à l'ouest de Katowice.

## Villages
La gmina de Rudziniec comprend les villages et localités de Bojszów, Bycina, Chechło, Kleszczów, Łącza, Łany, Ligota Łabędzka, Niekarmia, Niewiesze, Pławniowice, Poniszowice, Rudno, Rudziniec, Rzeczyce, Słupsko, Taciszów et Widów.

## Villes et gminy voisines
La gmina de Rudziniec est voisine des villes de Gliwice, Kędzierzyn-Koźle et Pyskowice, et des gminy de Bierawa, Sośnicowice, Toszek et Ujazd.